# Liste des phares en Allemagne
Liste des phares en Allemagne : Les phares sont situés sur la côte nord-ouest de la mer du Nord et la côte nord-est de la mer Baltique. Les phares sont gérés par les autorités locales portuaires au sein d'une agence fédérale, la Wasserstraßen- und Schifffahrtsverwaltung des Bundes (de) (WSV.de).

## Mer du Nord

### Basse-Saxe

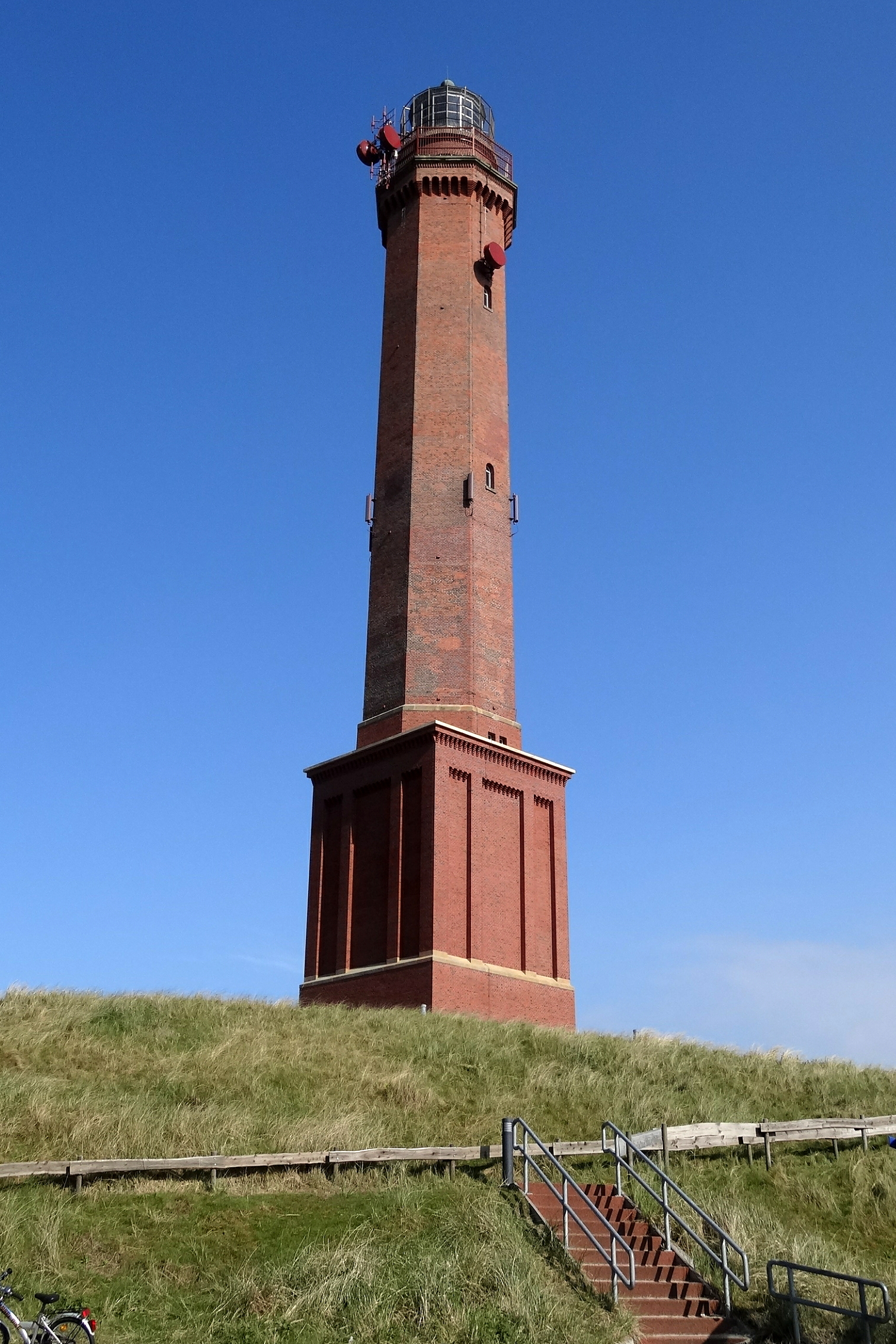
Norderney

| - Phare d'Emden - Phare de Wybelsum - Phare de Knock - Phare de Campen - Phare de Pilsum - Phare de Borkum - Phare de Memmert (Réplique) - Phare de Norderney - Phare de Wangerooge (1856) (Inactif) - Phare de Wangerooge (1969) | - Phare de Minsener Oog Buhne A (Inactif) - Phare de Minsener Oog Buhne C (Inactif) - Phare de Schillig (Inactif) - Phare de Mellumplate - Phare de Voslapp - Phare d'Arngast - Phare d'Eckwarden (Inactif) - Phare de Tossens (avant) - Phare de Tossens (arrière) | - Phare de Roter Sand (Inactif) - Phare d'Alte Weser - Phare de Hohe Weg - Phare de Tegeler Plate - Phare de Robbenplate - Phare Obereversand - Kugelbake (de) (Balise) - Phare de Cuxhaven (Inactif) |

### Brême

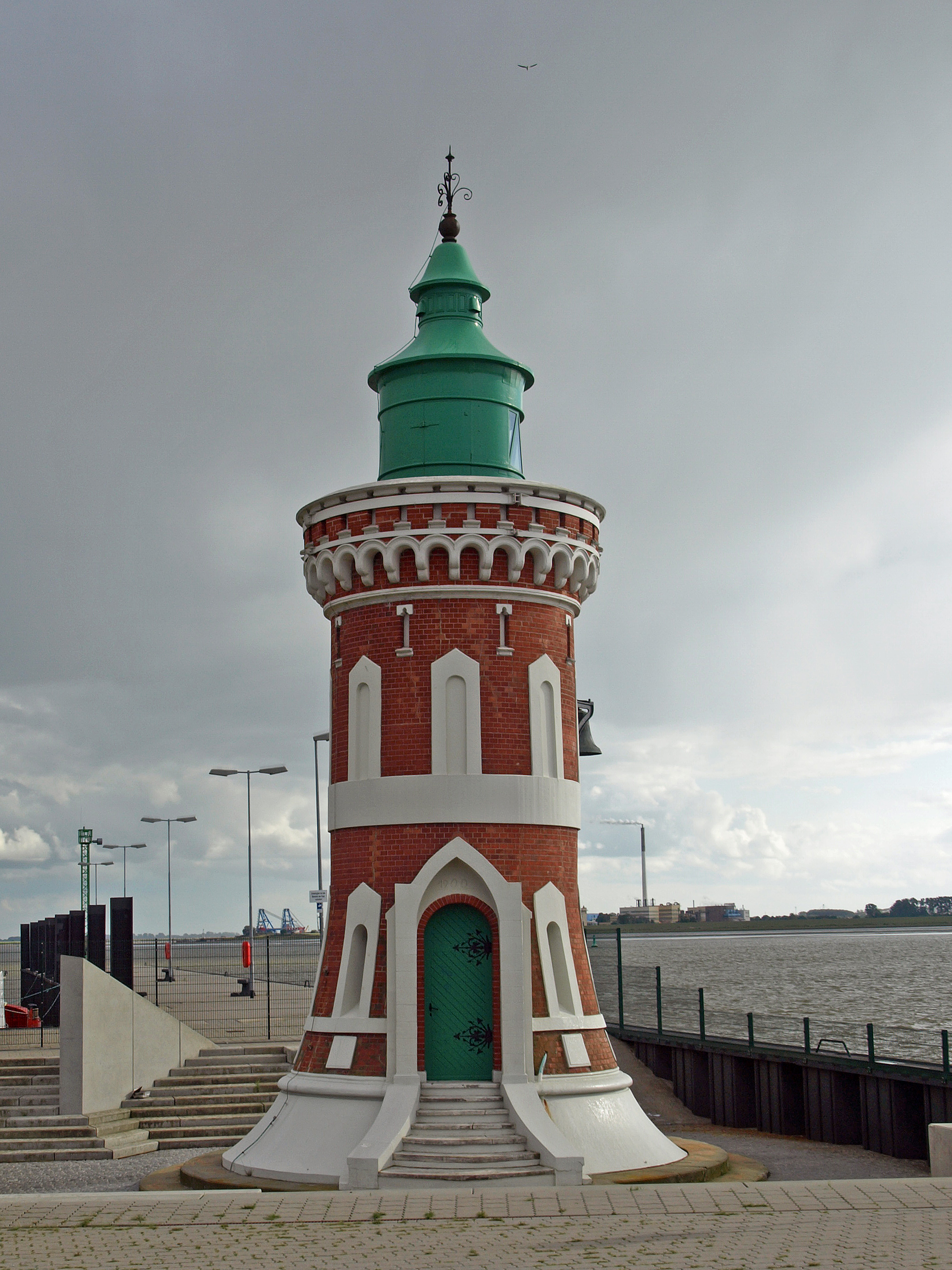
Kaiserschleuse

- Phare de Brinkamahof
- Phare de Kaiserschleuse (Inactif)
- Phare de Geeste (mole nord)
- Phare de Bremerhaven
- Phare du port de Brême

### Schleswig-Holstein

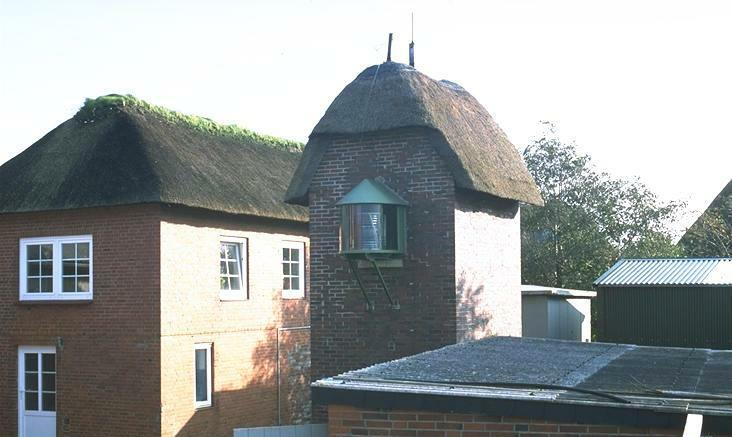
Oland

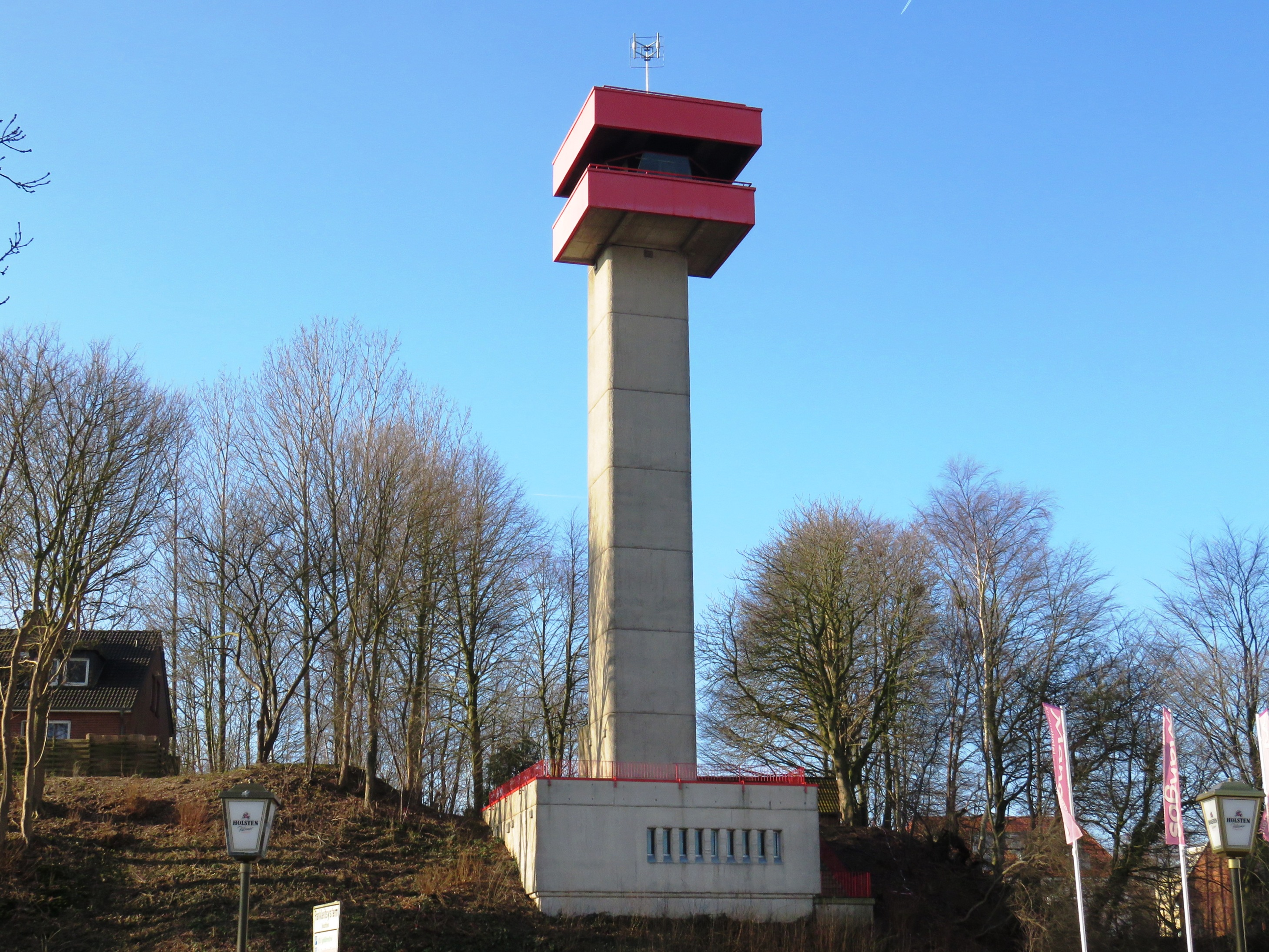
Eckernförde

| - Île d'Heligoland : - Phare d'Heligoland - Phare de Düne - Phare de Büsum - Phare de Sankt Peter-Böhl - Phare de Westerheversand - Île de Pellworm : - Phare de Pellworm | - Île d'Amrum : - Phare d'Amrum - Phare de Nebel - Phare de Norddorf - Île de Föhr : - Phare d'Olhörn - Phare de Nieblum - Phare de Dagebüll | - Île d'Oland ; - Phare d'Oland - Île de Sylt : - Phare d'Hörnum - Phare de Kampen - Phare de Rotes Kliff (Inactif) - Phare de List Ouest - Phare de List Est |

### Hambourg

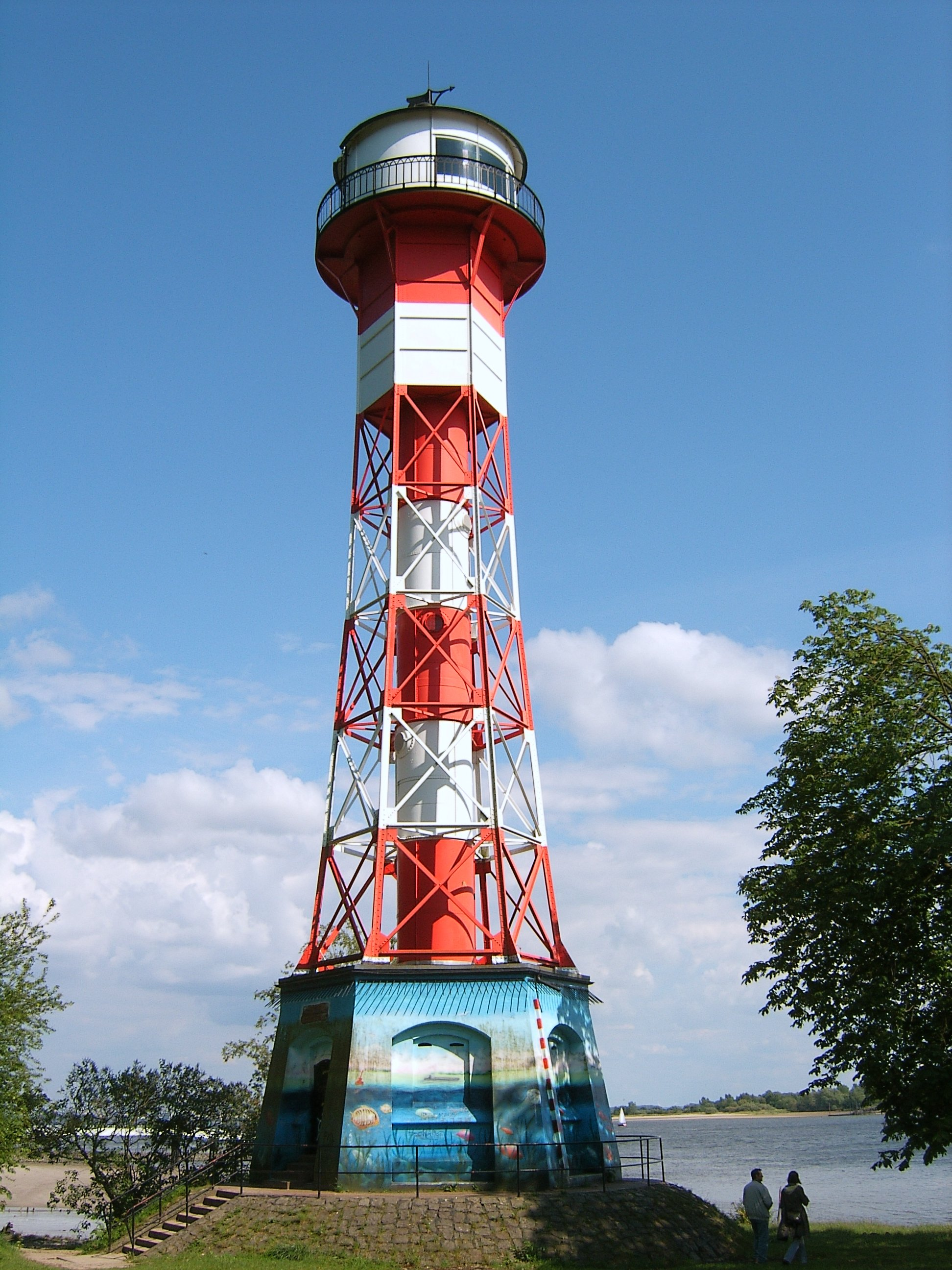
Wittenbergen

| - Phare de Neuwerk - Phare de Tinsdal - Phare de Wittenbergen - Phare d'Estemündung (Inactif) - Phare de Budendey | - Phare d'Ellerholzhafen - Phare avant de Blankenese - Phare arrière de Blankenese - Balise de Bunthaus (Inactif) |

## Mer Baltique

### Schleswig-Holstein
| - Phare de Falshöft (Inactif) - Phare de Schleimünde - Phare d'Eckernförde - Phare de Kiel - Phare de Bülk - Phare de Friedrichsort | - Phare d'Holtenau - Phare de Neuland (Inactif) - Phare d'Heiligenhafen - Phare de Dahmeshöved - Phare de Pelzerhaken - Phare de Travemünde (Inactif) - Phare de Travemünde (1974) | - Île de Fehmarn : - Phare de Strukkamphuk - Phare de Flügge - Phare de Westermarkelsdorf - Phare de Marienleuchte - Phare de Staberhuk |

### Mecklembourg-Poméranie-Occidentale

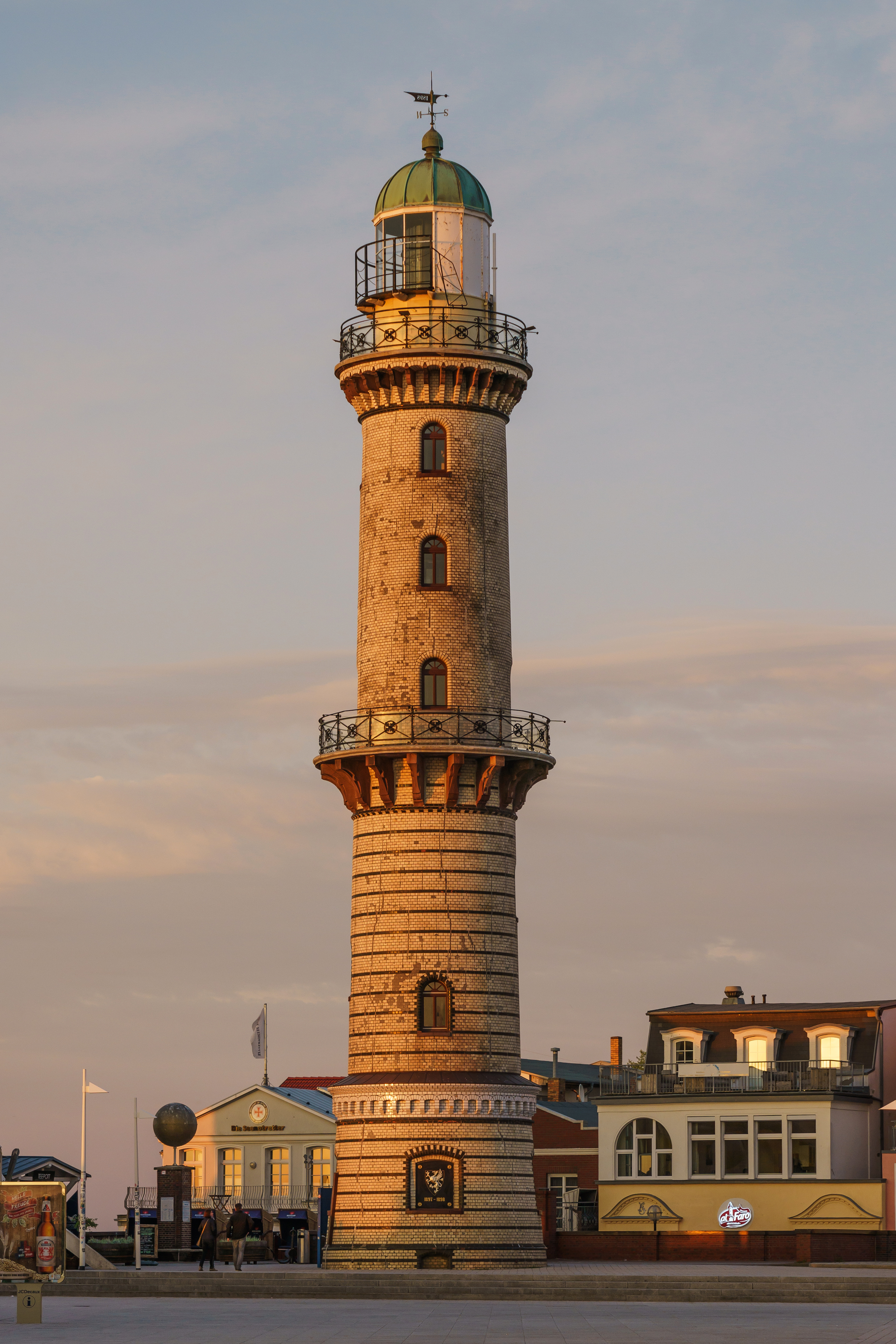
Warnemünde

| - Île de Poel : - Phare de Timmendorf - Phare de Gollwitz - Phare de Bastorf - Phare de Warnemünde - Phare de Wustrow - Phare de Darßer Ort - Île d'Hiddensee : - Phare de Gellen - Phare de Dornbusch | - Île de Rügen : - Phare du cap Arkona - Phare de Kollicker Ort - Phare de Sassnitz - Île de Greifswalder Oie : - Phare de Greifswalder Oie - Phare de Peenemünde - Phare de Plau am See |

## Lac de Constance
- Phare de Lindau